# Manne Sundelin
Manne Sundelin, officiellt Johan August Immanuel Sundelin ,född 19 januari 1841 i Vilhelmina, Lappland, död 27 november 1909 i Stockholm, var en svensk teolog och präst.
Sundelin gick i skola i Umeå och Härnösand, och började 1860 studera på Uppsala universitet. 1862 tog han teologisk examen vid UU och året därpå prästvigdes han i Stockholm. Han arbetade därefter som präst i Frostvikens församling och Östersunds församling, och blev 1864 brukspredikant på Graningeverken AB i Västernorrland. 1866 blev han vice kyrkoherde i Härnösands församling, avlade pastoralexamen 1873 och stannade i Härnösand som komminister fram till 1880. Under hans tid i Härnösand hade frikyrkorna tagit fäste i Härnösand, och de var starkt kritiska till den statliga kyrkan. Sundelin lyckades dock locka även frikyrkliga personer till sina predikningar och var en populär predikant bland alla åldersgrupper. Han ägnade sig även åt omfattande individuell själavård. 
Lena Milton skriver att bygget av Sofiakyrkan i Jönköping (1888) "var i mycket hans förtjänst". Han engagerade sig även i skolväsendet i Ångermanland, Västernorrland och Jönköping. Han var folkskoleinspektör under flera perioder, och mellan 1872 och 1879 var han ledamot i styrelsen för Västernorrlands läns dövstumskola.
1880 blev han kyrkoherde i Jönköping, 1882 kontraktsprost i Tveta kontrakt och teologie doktor 1897. Han förblev kyrkoherde och kontraktsprost fram till sin död, och representerade sitt stift vid 5 kyrkomöten. Vid det sista kyrkomötet han närvarade vid, år 1909, dog han kort efter invigningen, på Ersta sjukhus i Stockholm.